# Fernley
Fernley je město v okrese Lyon County ve státě Nevada ve Spojených státech amerických. Žije zde přibližně 23 tisíc obyvatel.
Zemědělská a rančerská osada na místě pozdějšího Fernley vznikla v roce 1904. Roku 1960 zde žilo přibližně 650 osob, poté však byla v oblasti vybudována dálnice Interstate 80 a cementárna, a do roku 1980 se populace více než zdvojnásobila. Během 80. a 90. let poté počet obyvatel prudce vzrostl až na hodnotu kolem 19 tisíc lidí. Městem se Fernley stalo roku 2001, kdy byla zřízena městská samospráva.